# Ausschüttungsquote (Aktien)
Die Ausschüttungsquote oder Dividendenausschüttungsquote bei Aktien gibt an, welchen Anteil des Jahresüberschusses Aktiengesellschaften in Form der Dividendenzahlung an die Aktionäre ausschütten. Die Ausschüttungsquote gilt in der Fundamentalanalyse als ein wichtiger Faktor zur Beurteilung der Dividendenpolitik eines Unternehmens. Anhand der Ausschüttungsquote kann beurteilt werden, ob die ausbezahlte Dividende in einem gesunden Verhältnis zum erwirtschafteten Gewinn steht.
Bei den meisten Unternehmen im DAX liegt die Ausschüttungsquote zwischen 30 und 50 Prozent.

## Berechnung

### Häufig genutzte Formel
Die Ausschüttungsquote bei Aktiengesellschaften (englisch Dividend payout ratio) ist das Verhältnis von Dividende je Aktie zu Gewinn je Aktie und wird in Prozent angegeben:
{\displaystyle {\text{Ausschüttungsquote}}={\frac {\text{Dividende je Aktie}}{\text{Gewinn je Aktie}}}\times 100\,\%}
Die Anwendung dieser Formel kann zu fehlerhaften Ergebnissen führen, wenn beispielsweise die Werte für Dividende je Aktie und Gewinn je Aktie nicht zum selben Stichtag ermittelt werden. Stammt der Wert für Gewinn je Aktie aus dem Geschäftsbericht des Unternehmens, liegt seiner Berechnung die durchschnittlich-gewichtete, während des berichteten Geschäftsjahres ausstehende Anzahl von Aktien zu Grunde. Für die Gewinnausschüttung und damit auch für die Ausschüttungsquote ist hingegen lediglich die Zahl von umlaufenden Aktien zum Dividendenstichtag, meist Tag der Hauptversammlung, ausschlaggebend. Zu Fehlern muss es daher kommen, wenn durch Kapitalmaßnahmen im Zeitraum zwischen der Erstellung des Geschäftsberichts und der Hauptversammlung eine Änderung der Anzahl umlaufender Aktien herbeigeführt wird.

### Formel zur exakten Berechnung
Um möglichen Ungenauigkeiten in der Berechnung auszuschließen sollte zur Berechnung der Ausschüttungsquote die Ausschüttungssumme durch den Jahresüberschuss geteilt werden, das Ergebnis wird in Prozent angegeben:
{\displaystyle {\text{Ausschüttungsquote}}={\frac {\text{Dividendensumme}}{\text{Jahresüberschuss}}}\times 100\,\%}